# Stadio do Mar
Lo stadio do Mar (in portoghese Estádio do Mar) è uno stadio calcistico di Matosinhos, in Portogallo.
Sede delle partite casalinghe del Leixões, è stato inaugurato il 1º gennaio 1964 con una partita contro il Benfica, che ha vinto per 4-0.